# Instance des droits de l'homme
L'Instance des droits de l'homme est une instance constitutionnelle tunisienne créée par la Constitution de 2014.

## Histoire
L'instance n'a encore pas vu le jour, la loi relative à sa création étant toujours en discussion en février 2018.

## Fonctionnement
D'après l'article 125, l'instance jouit de l'autonomie financière et administrative. Elle doit en outre présenter un rapport annuel à l'Assemblée des représentants du peuple.
L'article 128 de la Constitution définit le rôle de l'instance comme suit :

« L'Instance des droits de l'homme veille au respect et à la promotion des libertés et des droits de l'homme et fait des propositions dans le sens du développement du système des droits de l'homme. Elle est obligatoirement consultée pour les projets de lois relatifs à son domaine de compétence. L'instance enquête sur les cas de violation des droits de l'homme en vue de les régler ou de les soumettre aux autorités compétentes. »

## Composition
Les membres sont désignés par l'Assemblée des représentants du peuple sur la base de leur indépendance et de leur neutralité pour un mandat unique de six ans d'après l'article 128. L'instance est composée du conseil de l'instance lequel dispose d'un pouvoir décisionnel et d'un organe exécutif.  Le conseil de l'instance est composé de neuf membres élus par l'Assemblée des représentants du peuple à la majorité des deux tiers de ses membres. Selon les dispositions de la loi organique n°51 du 29 octobre 2018, le conseil de l'instance est composé d'un juge administratif, d'un juge judiciaire, d'un avocat, d'un médecin et de cinq représentants des associations opérant dans le domaine des droits de l'homme et des libertés. 
La liste des membres est toujours inconnue en mai 2019.